# Gecsat

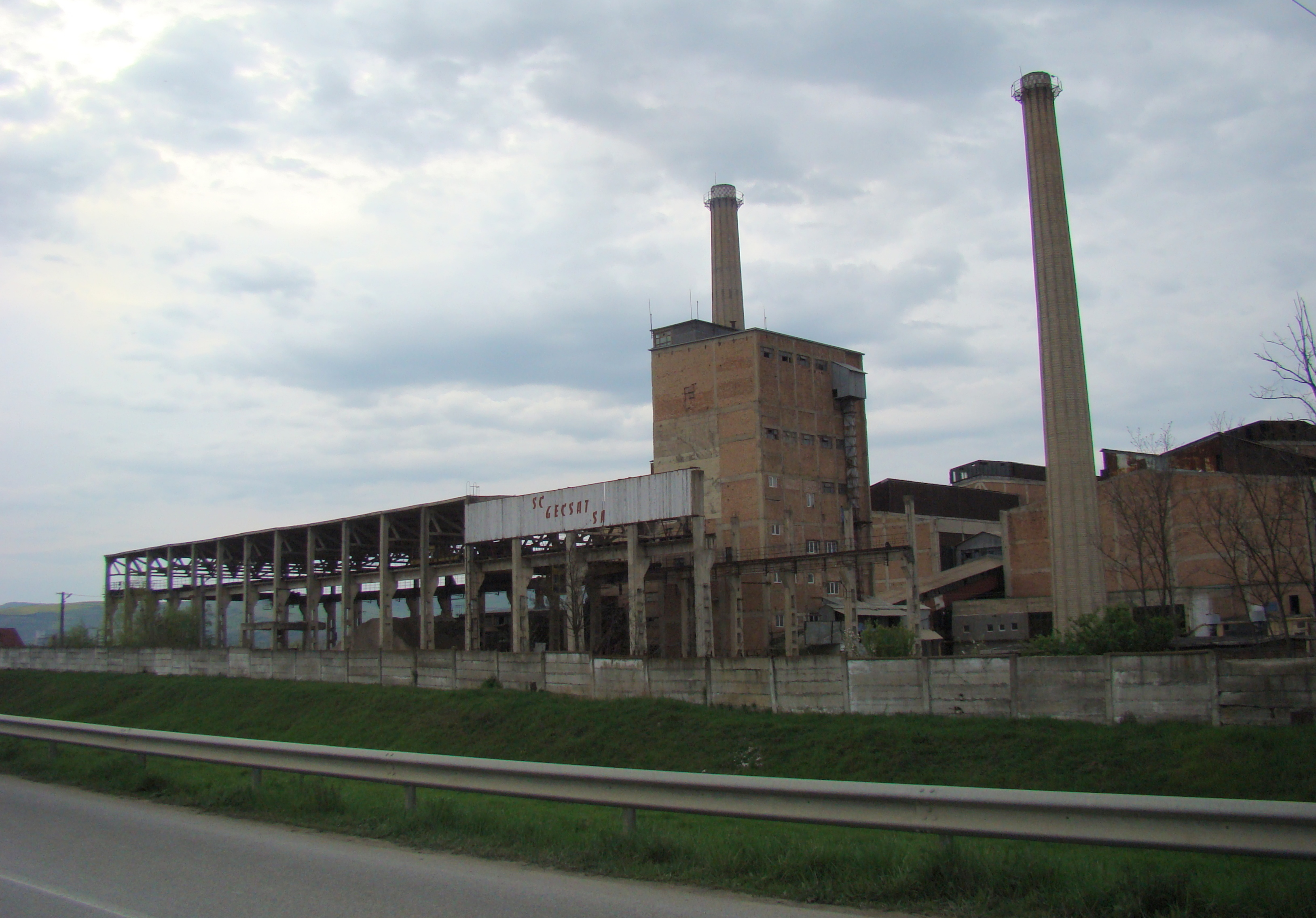
Fosta fabrică de geamuri Târnăveni, în prezent Gecsat SA

Gecsat este un grup de firme din Târnăveni, județul Mureș, specializat în producția articolelor din sticlă.
Compania s-a privatizat în 1995, acționarii principali fiind diverse persoane fizice cu 75% din acțiuni.
Compania deține o fabrică de vată minerală de sticlă, inaugurată în ianuarie 2009, în urma unei investiții de 8 milioane de euro.
Fabrica are o capacitate totală de producție de aproximativ 7.000 tone pe an.
Gecsat mai produce și alte materiale pentru construcții, cum ar fi polistiren expandat și adezivi pentru termosistem.
Cifra de afaceri în 2008: 4,4 milioane euro